# Marcel J. E. Golay
Marcel Jules Édouard Golay (3 de mayo de 1902 - 1989) fue un matemático suizo. Aplicó las matemáticas al mundo real militar y a los problemas de la industria. Nació en Neuchâtel (Suiza).
Golay estudió ingeniería eléctrica en la Escuela Politécnica Federal de Zúrich, después se trasladó a los Laboratorios Bell en Nueva York en 1924. Recibió un doctorado en física por la Universidad de Chicago en 1931. Dejó los Laboratorios Bell, y entró en el departamento de señales de la armada estadounidense, llegando al final al puesto de jefe científico. En 1963, Golay se unió a la empresa Perkin-Elmer como científico de investigación. Golay trabajó en muchos problemas, incluidos la cromatografía de gases y la espectroscopía óptica. Continuó en Perkin-Elmer hasta el resto de su vida.

## Aportaciones
- Descubrió los códigos binarios y ternarios de Golay, que son códigos perfectos de corrección de errores que generalizan el código de Hamming. Se emplearon en las misiones Voyager y dieron lugar a avances en la teoría de los grupos finitos.
- Codescubrió junto con Abraham Savitzky el filtro de Savitzky-Golay.
- Inventó la célula de Golay, un tipo de detector infrarrojo.
- Introdujo las secuencias complementarias, que son pares de secuencias binarias cuyas funciones de autocorrelación suman cero para todos los desfases temporales distintos de cero. En la actualidad se utilizan en diversos estándares WiFi y 3G.
- Introdujo la teoría de la dispersión en columnas tubulares abiertas (columnas capilares) y demostró su eficacia en el Segundo Simposio Internacional de Cromatografía de Gases en Ámsterdam en 1958.[1]